# 甲学镇
甲学乡，是中华人民共和国四川省甘孜藏族自治州色达县下辖的一个乡镇级行政单位。屬色尔坝地域。

## 行政区划
甲学乡下辖以下地区：
甲学村、甲各村、阿拉甲学村、热扎村、二加其村、角各村、容达村、多勒村和巴柔村。